# Bahram Mavaddat
Bahram Mavaddat (Teerão, 30 de janeiro de 1950)  é um antigo futebolista iraniano.

## Clubes
Bahram Mavaddat jogou pelo  Persepolis F.C. e Sepahan F.C..

## Carreira internacional
Mavaddat jogou pela Seleção Iraniana de Futebol, tendo participado na Copa do Mundo de 1978 disputada na Argentina.Era guarda-redes/goleiro.

## Política
Tal como Hassan Nayebagha,  Mavaddat juntou-se à Organização dos Mujahidin do Povo Iraniano, uma organização política  criada após a Revolução Iraniana para lutar contra o regime fundamentalista governante no Irão e na atualidade faz parte Conselho Nacional de Resistência Iraniana.